# ستروجانينا
ستروجانينا (بالروسية: строганина، ويعني حرفياً «شرائح»)، هو طبق تعود أصوله للسكان الأصليين لسيبيريا، يتكون من شرائح رقيقة وطويلة من السمك النيء المجمد. يشار إلى طبق في المنطقة المحيطة ببحيرة بايكال باسم «راسكولوتكا». يتم إعداد الستروجانينا التقليدية باستخدام أسماك الكورجوناوات والسلمونيات الموجودة في مياه منطقة سيبيريا القطبية مثل سمك النيلما وسمك الكورجون الموكسوني والكورجون العريض وسمك الأومل. ونادراً ما يتم إعداده باستخدام سمك الحفش. يحظى هذا الطبق بشعبية لدى السيبيريين الأصليين، وهو موجود في المطبخ الياكوتي ومطبخ الأسكيمو ومطبخ الكوميون والمطبخ اليامالي.

## المكونات وطريقة التحضير
تُستخدم الأسماك المجمدة لإعداد طبق الستروجانينا، والتي يتم إصديادها بطريقة الصيد في الجليد (هي طريقة صيد أسماك بالخطافات أو الرماح من خلال عمل فتحة في الجليد على سطح مائي متجمد) خلال فترة أواخر الخريف ذات الجليد المتساقط حديثاً لمنع تكوين بلورات الجليد في اللحم. يمكن أن تُغطى الأسماك المجمدة بالماء المثلج شبه المتجمد لتجنب الجفاف وللحفاظ على السمك بحالة مجمدة. عادة ما يتم تجميد الأسماك بشكل مستقيم من دون ثنى جسمها.
قبل إعداد الستروجانينا يتم قطع شرائح الجلد من الظهر والبطن ومن الذيل إلى الرأس. تُمسك السمكة من الذيل ورأسها إلى الأسفل على سطح صلب ومن ثم تُقطع عمودياً على طول الجسم لعمل شرائح رقيقة من السمك باستخدام سكين حاد. تُعد هندسة السكين الياكوتية الأنسب لقطع شرائح طويلة تشكل شرائط مدورة من اللحم. من أجل الحفاظ على الشرائح مجمدة لأطول فترة ممكنة يتم تقديم الستروجانينا مباشرةً بعد تقطيعها على أطباق مجمدة غير معدنية أو في أوعية من الثلج البارد مع الملح ومسحوق الفلفل الأسود. وعادة ما تؤكل بواسطة اليدين وهي مجمدة.

## الأنواع
أحد الأنواع الأخرى هو طبق «مولغونايا ستروجانينا» والتي يتم إعداده باستخدام الستروجانينا والحليب المجمد الطازج.
يُستعمل الأسم أيضاً للإشارة إلى الستروجانينا المصنوعة من لحم الرنة.

## معرض الصور

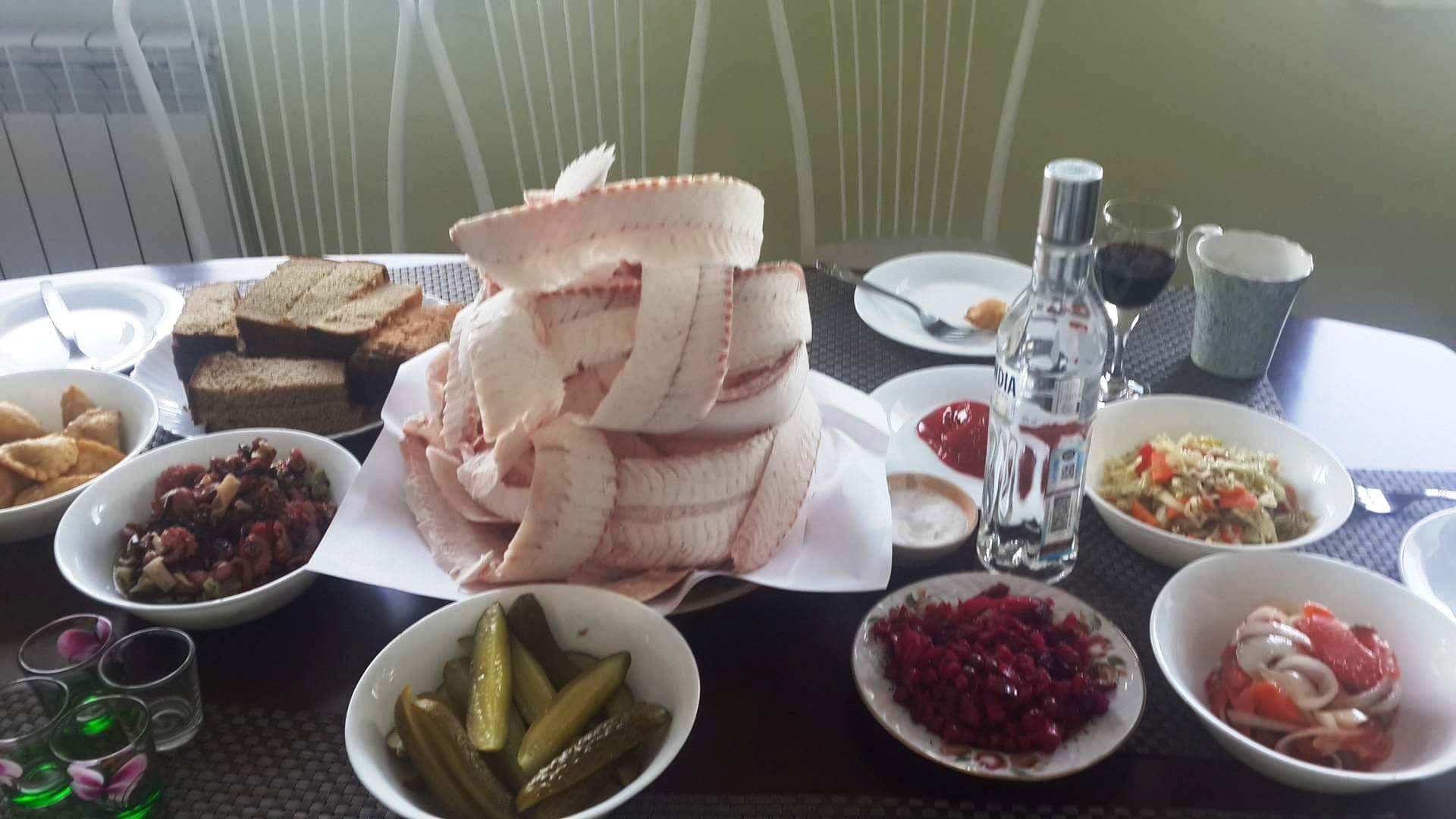
طبق ستروجانينا على سفرة الطعام.
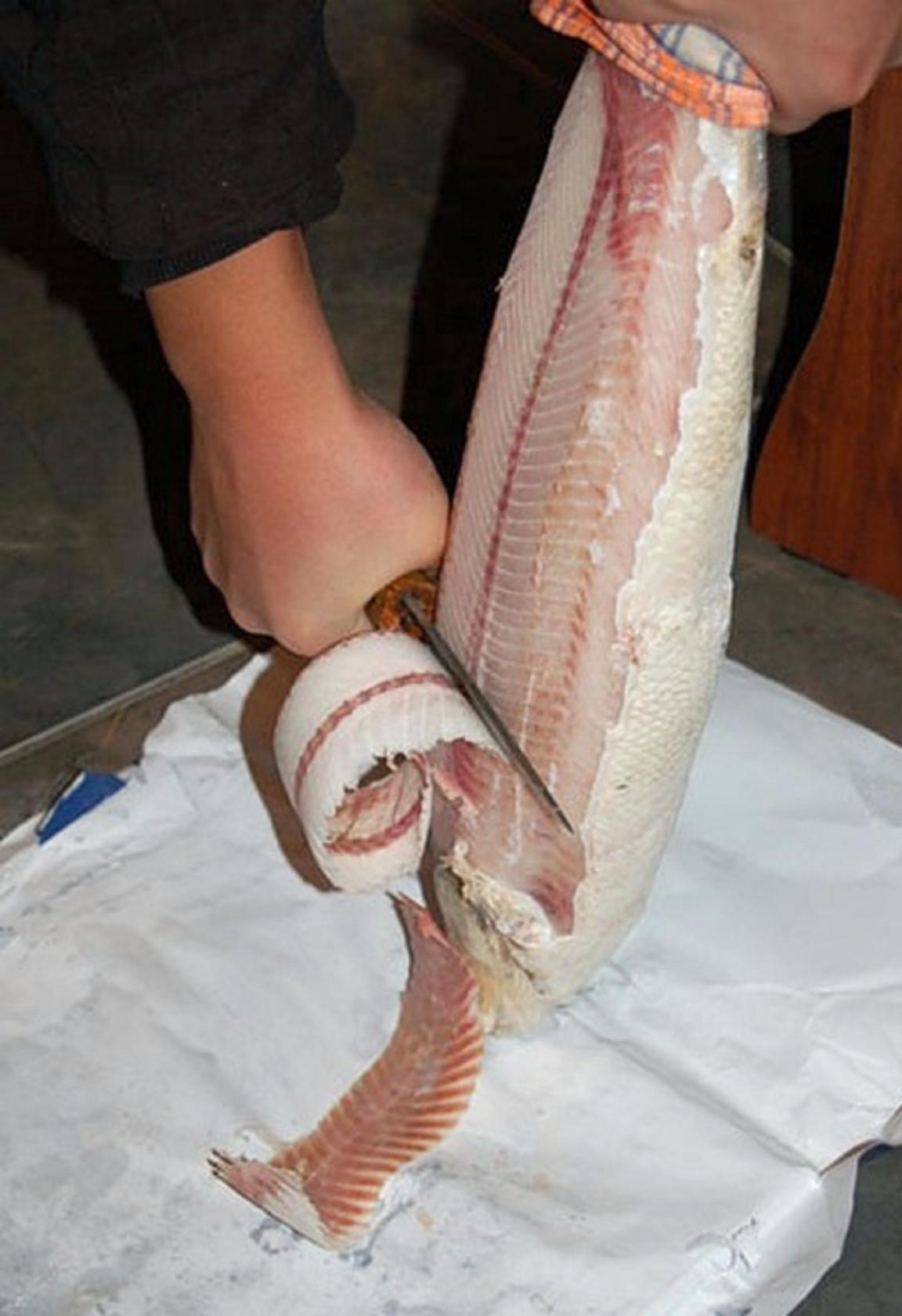
تقطيع شرائح الستروجانينا بإستخدام السكين الياكوتية.
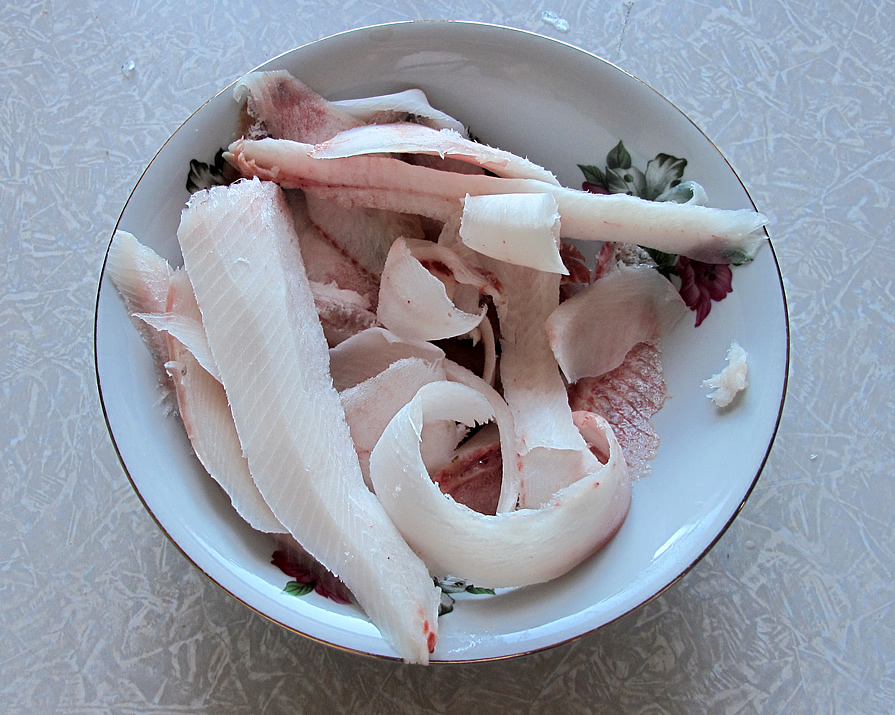
شرائح الستروجانينا.
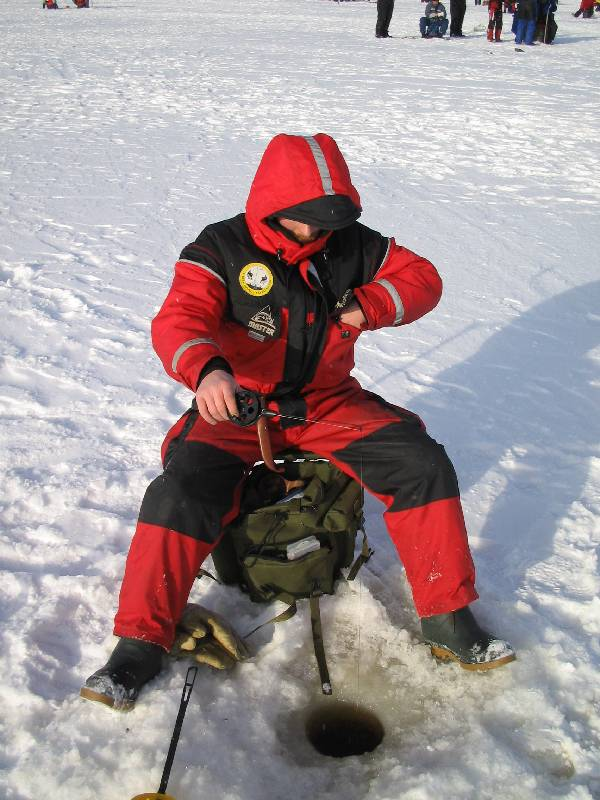
الصيد في الجليد.
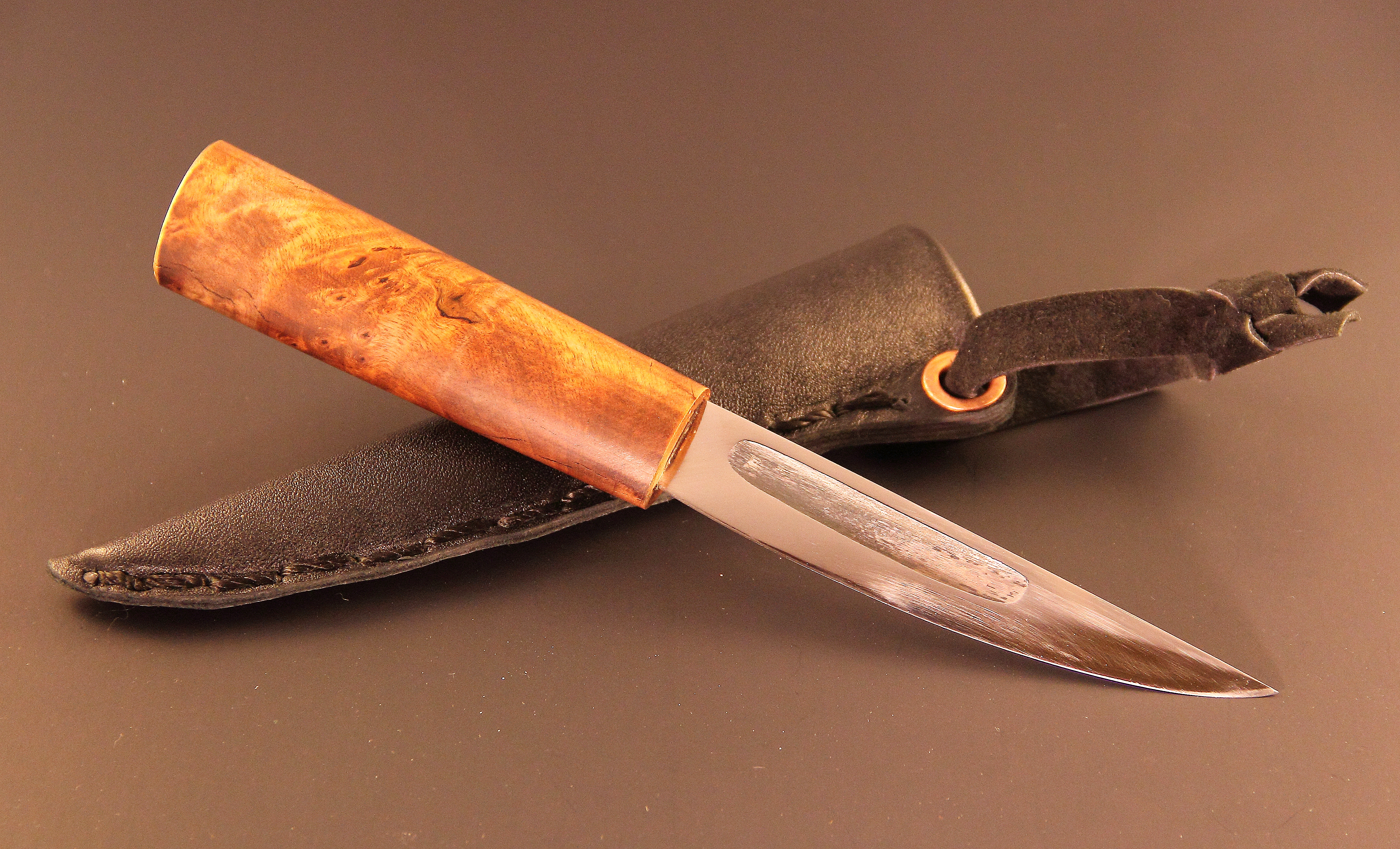
السكين الياكوتية.

## أنظر أيَضاً
- ساشيمي